# أبيتور

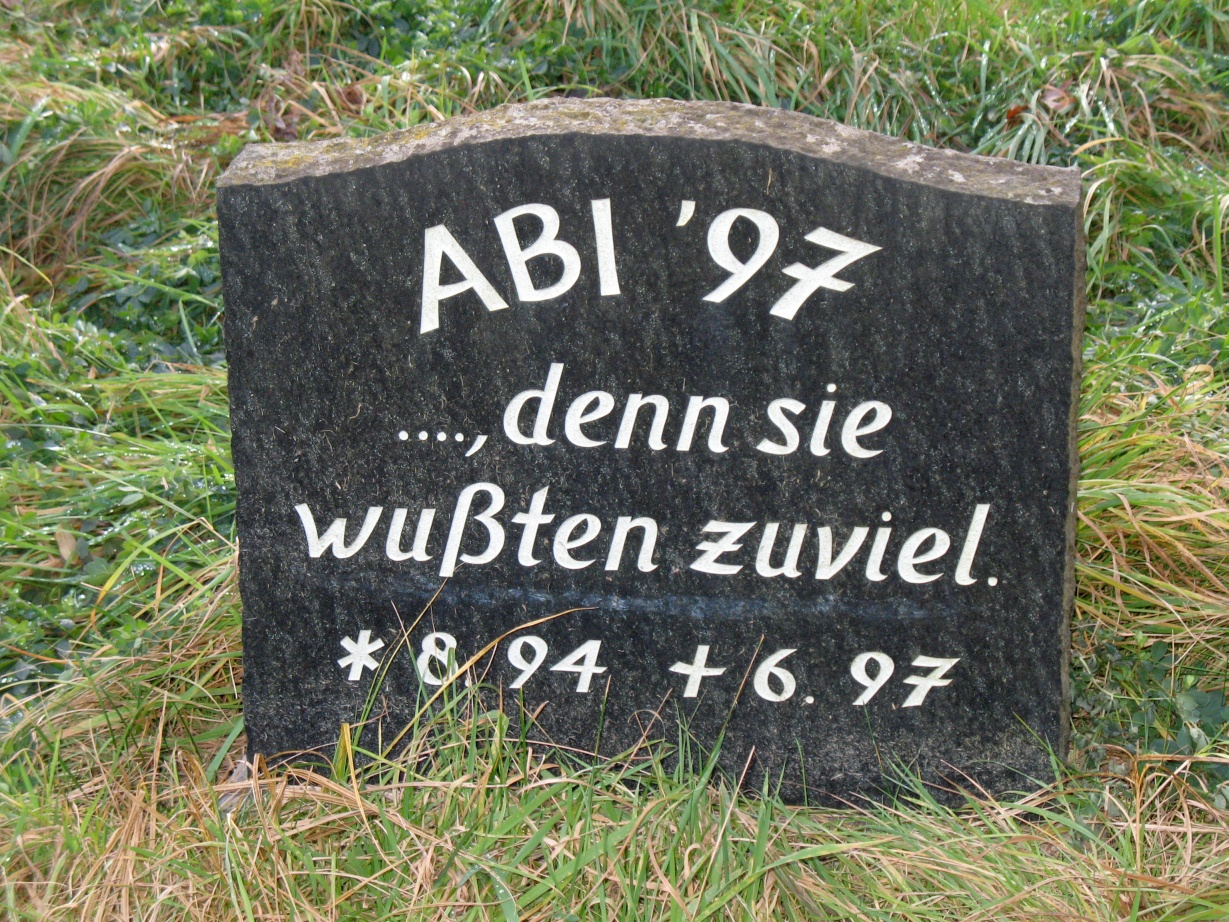

أبيتور (بالألمانية: Abitur) هو مُصطلحٌ كان في ألمانيا الغربية، وهو امتحانٌ نهائي للمدارس الثانوية الأكاديمية يُؤدَّى بعد 9 سنواتٍ دراسية تُمضى في المَدرسة العامة، وهو امتحانٌ داخلي تضعه المَدرسة، وهناك شهادة لا تتضمن دراسة اللغة اللاتينية لتلاميذ المدرسة الثانوية، وتؤهل للالتحاق ببعض كلياتِ الجامعة دون بعض، أما الشهادة التي تتضمن اللغة اللاتينية فتؤهل للالتحاق بجميع الكُليات، حتى كلية إعداد المعلمين.